# Inger Lise Solheim
Inger Lise Solheim (9 de febrero de 1960) es una deportista noruega que compitió en judo. Ganó una medalla de plata en el Campeonato Mundial de Judo de 1982 en la categoría de –61 kg.

## Palmarés internacional
| Campeonato Mundial | Campeonato Mundial | Campeonato Mundial | Campeonato Mundial |
| Año                | Lugar              | Medalla            | Categoría          |
| ------------------ | ------------------ | ------------------ | ------------------ |
| 1982               | París (Francia)    | Medalla de plata   | –61 kg             |